# Siegmund Jakob Baumgarten
Pour les articles homonymes, voir Baumgarten.
Siegmund Jakob Baumgarten (né le 14 mars 1706 à Wolmirstedt, en duché de Magdebourg et mort le 4 juillet 1757 à Halle) est un théologien luthérien. 

## Biographie
Il était professeur de théologie, d'histoire et de littérature à l'Université de Halle.
Son frère est Alexander Gottlieb Baumgarten.

## Œuvres
Il publia un Abrégé de l'histoire ecclésiastique (Halle, 1742) et commença l' Histoire universelle dite de Halle, que continuèrent Johann Salomo Semler, August Ludwig von Schlözer.
On lui doit aussi : 
- Dissertatio theologica de dictis Scripturae Sacrae probantibus. Hendel, Halle 1735. (online)
- Admiranda singularis providentiae divinae vestigia in vindicanda per pacem Passaviensem A. 1552. et Augustanam A. 1555. sacrorum evangelicorum libertate. Halle 1755 (Modèle:ULBDD)
- Dissertatio theologico-moralis de gradibus peccatorum. Salfeld, Halle 1736. (online)
- Disputatio prima de Scriptura Sacra. Bauer, Halle 1739.
- Examen miraculi legionis fulminatricis contra Thomam Woolstonum. Bauer, Halle 1740. (online)
- Programmata cum appendice epistolarum. Bauer, Halle 1740. (online)
- Dissertatio theologica exhibens demonstrationem extra ecclesiam non dari salutem. Hilliger, Halle 1742. (online)
- Historia trisagii. Hilliger, Halle 1744. (online)
- Examen variarum opinionum de regno posterorum Abrahami in Aegypto. Hilliger, Halle 1744. (online)
- Auszug der Kirchengeschichte, von der Geburt Jesu an (Compendium of church history). 3 Bände. Bauer,  Halle 1743–62. (online Band 1), (Band 2), (Band 3)
- Theses theologicae elementa doctrinae sanctioris ad ductum breviarii dogmatici Io. Anastas. Freylinghausen complexae. Waisenhaus, Halle 1746. (online der 2. Ausg. 1750)
- Nachrichten von einer hallischen Bibliothek (Notices sur la bibliotheque de Halle). 8 Bände. Gebauer, Halle 1748–1751. (online Band 1), (Band 2), (Band 3), (Band 4), (Band 5), (Band 6), (Band 7), (Band 8)
- Nachrichten von merkwürdigen Büchern (Renseignements sur des livres curieux). 12 Bände. Gebauer, Halle 1752–58. (online Band 1), (Band 2), (Band 3), (Band 4), (Band 5), (Band 6), (Band 7), (Band 8), (Band 9), (Band 10), (Band 11.), (Band 12)
- Abris einer Geschichte der Religionsparteien, oder gottesdienstlichen Geselschaften, und derselben Streitigkeiten so wol als Spaltungen, ausser und in der Christenheit (History of religious parties). Gebauer, Halle 1755. (online)